# Giochi mondiali 1997
I Giochi mondiali 1997, quinta edizione della competizione, si tennero a Lahti, in Finlandia, dal 5 agosto al 15 agosto 1997. Vi parteciparono 2600 atleti che gareggiarono in 30 discipline (delle quali, cinque erano sport dimostrativi).